# Egyenlőségjel
Az egyenlőségjel (=) írásjel, az egyenlőséget jelzi a matematikában. ASCII-kódja 61.  Először Robert Recorde használta 1557-ben. 

## Kapcsolódó jelölések

### Közelítőleg egyenlő
Közelítőleges egyenlőség jelölésére a következő jelölések használatosak:
- ≈ (U+2248 almost equal to, LaTeX \approx)
- ≃ (U+2243 asymptotically equal to, LaTeX \simeq), a ≈ és = jelek kombinációja
- ≅ (U+2245 approximately equal to, LaTeX \cong), a „≈” és „=” jelek másik kombinációja
- ∼ (U+223C tilde operator, LaTeX \sim), használatos arányosság vagy hasonlóság jelölésére
- ∽ (U+223D reversed tilde, LaTeX \backsim), szintén használatos arányosság jelölésére
- ≐ (U+2250 approaches the limit, LaTeX \doteq)
- ≒ (U+2252 approximately equal to or the image of, LaTeX \fallingdotseq)
- ≓ (U+2253 image of or approximately equal to, LaTeX \risingdotseq)

### Nem egyenlő
Az egyenlőtlenség jelölésére egy áthúzott egyenlőségjel használatos: ≠ (U+2260). LaTeX-kódja \neq.
Számos programozási nyelvben csak ASCII karakterek használahatók, így az egyenlőtlenség mint logikai operátor jelölésére gyakoriak a ~=, !=, /=, or <> kódok.

### Ekvivalenciarelációk
A matematikában gyakran használatosak az egyenlőségjelből származó vagy ahhoz hasonló jelek különféle ekvivalenciarelációk jelölésére. Az izomorfizmus jelölésére például gyakoriak a ≃ és ≅ jelek; a ≅ emellett jelölhet például homeomorfizmust, a pedig ≃ például homotóp ekvivalenciát.

## Fordítás
- Ez a szócikk részben vagy egészben  az   Equals sign című angol Wikipédia-szócikk ezen változatának fordításán alapul.  Az eredeti cikk szerkesztőit annak laptörténete sorolja fel. Ez a jelzés csupán a megfogalmazás eredetét és a szerzői jogokat jelzi, nem szolgál a cikkben szereplő információk forrásmegjelöléseként.